# جيسي وليامز (منافس ألعاب قوى)
جيسي وليامز (بالإنجليزية: Jesse Williams)‏ (و. 1983  م) هو منافس ألعاب قوى أمريكي، ولد في موديستو، كاليفورنيا، شارك في الألعاب الأولمبية الصيفية 2008، والألعاب الأولمبية الصيفية 2012.

## التعليم
تعلم في Broughton High School (North Carolina) ‏
.

## روابط خارجية
- جيسي وليامز على موقع الاتحاد الدولي لألعاب القوى (الإنجليزية)
- جيسي وليامز على موقع الاتحاد الأمريكي لسباقات المضمار والميدان (الإنجليزية)
- جيسي وليامز على موقع الدوري الماسي (الإنجليزية)
- جيسي وليامز على موقع أوليمبيديا (الإنجليزية)
- جيسي وليامز على موقع اللجنة الأولمبية والبارالمبية الأمريكية (الإنجليزية)